# Rolandbrunnen (Hildesheim)

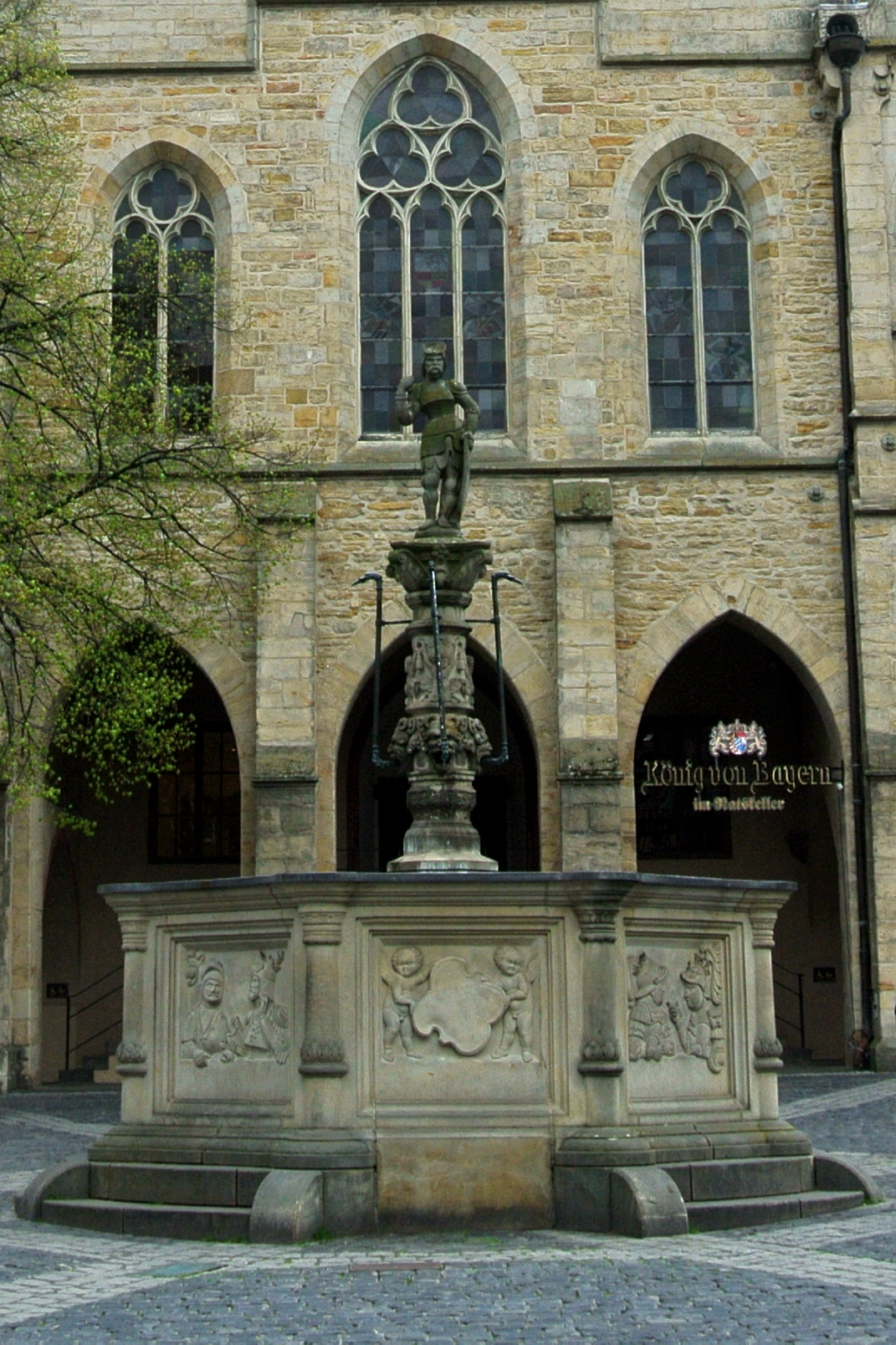
Der Rolandbrunnen vor dem Rathaus

Rolandbrunnen oder Rolandsbrunnen ist die volkstümliche Bezeichnung für den Marktbrunnen auf dem historischen Marktplatz in Hildesheim.

## Geschichte
Der Renaissance-Brunnen, das Vorbild der heutigen Nachbildung, wurde am Michaelistag 1540 in Betrieb genommen. Er hatte den volkstümlichen Namen Piepenborn („Röhrenbrunnen“). Im Lauf der Jahrhunderte fortschreitend verwittert, erlitt er im Zweiten Weltkrieg schwere Beschädigungen. Im Zuge der Umgestaltung des Marktplatzes wurde er 1984 abgebaut. Die kaum noch erkennbaren Reliefplatten lagern im Steinekeller des Roemer-Museums.
Nach alten Vorlagen, vor allem in Anlehnung an die Zwölf sieghaften Helden des Alten Testaments von Georg Pencz, die als Quellen der Brunnenbilder nachgewiesen werden konnten, wurde der Brunnen ab 1985 vollständig neu geschaffen.

## Beschreibung
In der Mitte des Laufbrunnens erhebt sich eine reich mit Renaissance-Ornamentik verzierte Säule, die eine annähernd lebensgroße Figur trägt. Diese wurde und wird vielfach für eine Rolandstatue gehalten, stellt jedoch lediglich einen mit Lanze und Schild ausgerüsteten Stadtknecht dar. Gleichwohl hat sich die Bezeichnung „Marktbrunnen“ nicht durchsetzen können.
Das Brunnenbecken besteht aus acht Sandsteinplatten mit Reliefdarstellungen; die acht Ecken sind mit Dreiviertelsäulen markiert. Die nach Osten, zum Rathaus, weisende Platte zeigt das 1528 verliehene Stadtwappen von Hildesheim, gehalten von zwei Engeln, darunter die Jahreszahl 1540; die nach Westen, zum Platz, weisende einen leeren Wappenschild; dessen Inhalt war schon im 19. Jahrhundert nicht mehr erkennbar.
Die übrigen sechs Steinplatten sind mit Brustdarstellungen von je zwei Männern, überwiegend in mittelalterlichen Rüstungen, geschmückt. Elf der Männer sind durch Beischrift von Namen und Bibelstellen (beides in Vulgatafassung) identifiziert; es sind Könige und Richter aus dem Alten Testament, die siegreiche Taten für das Volk Israel vollbrachten; der zwölfte in Patrizierkleidung ist unbezeichnet.

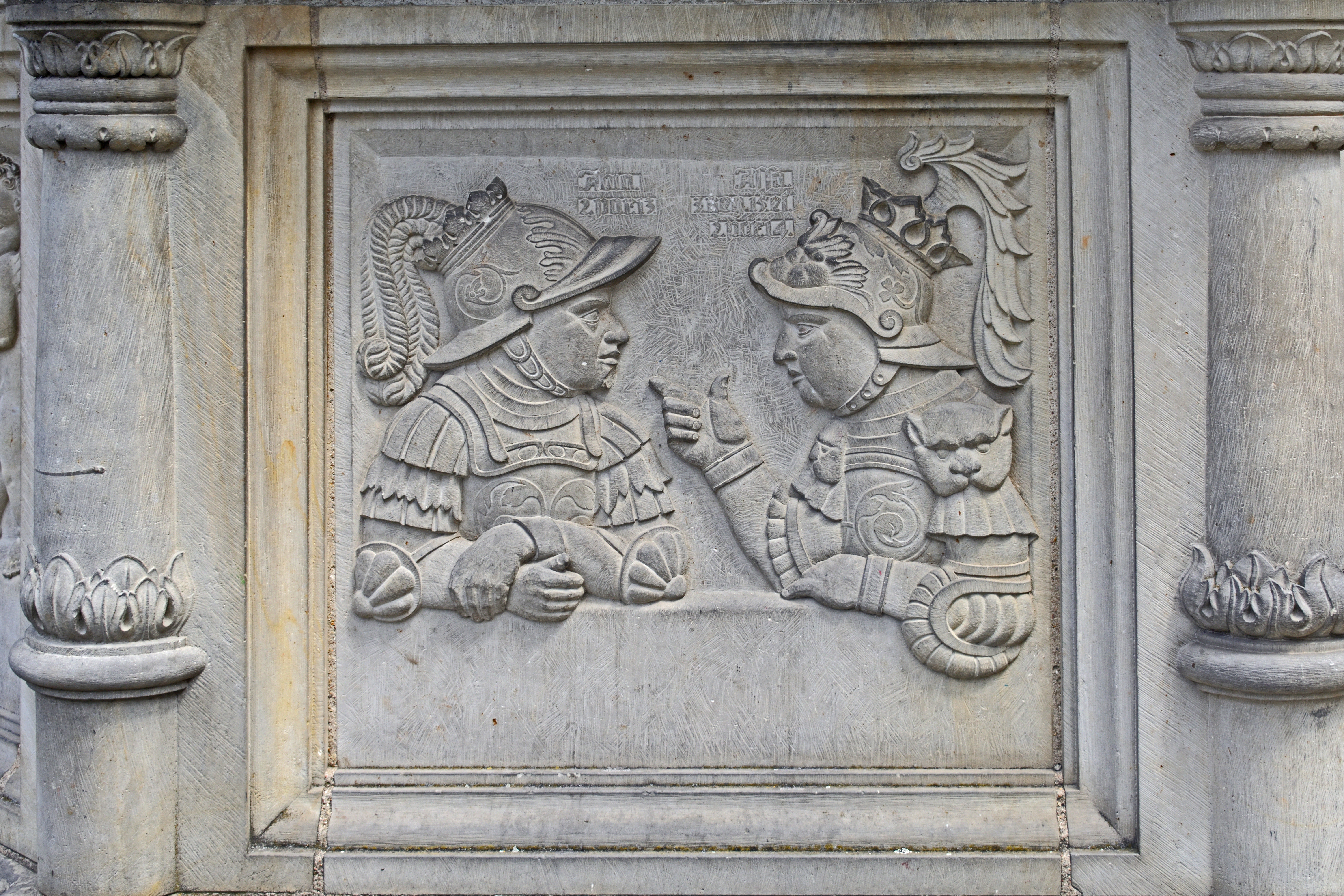
Abija und Asa
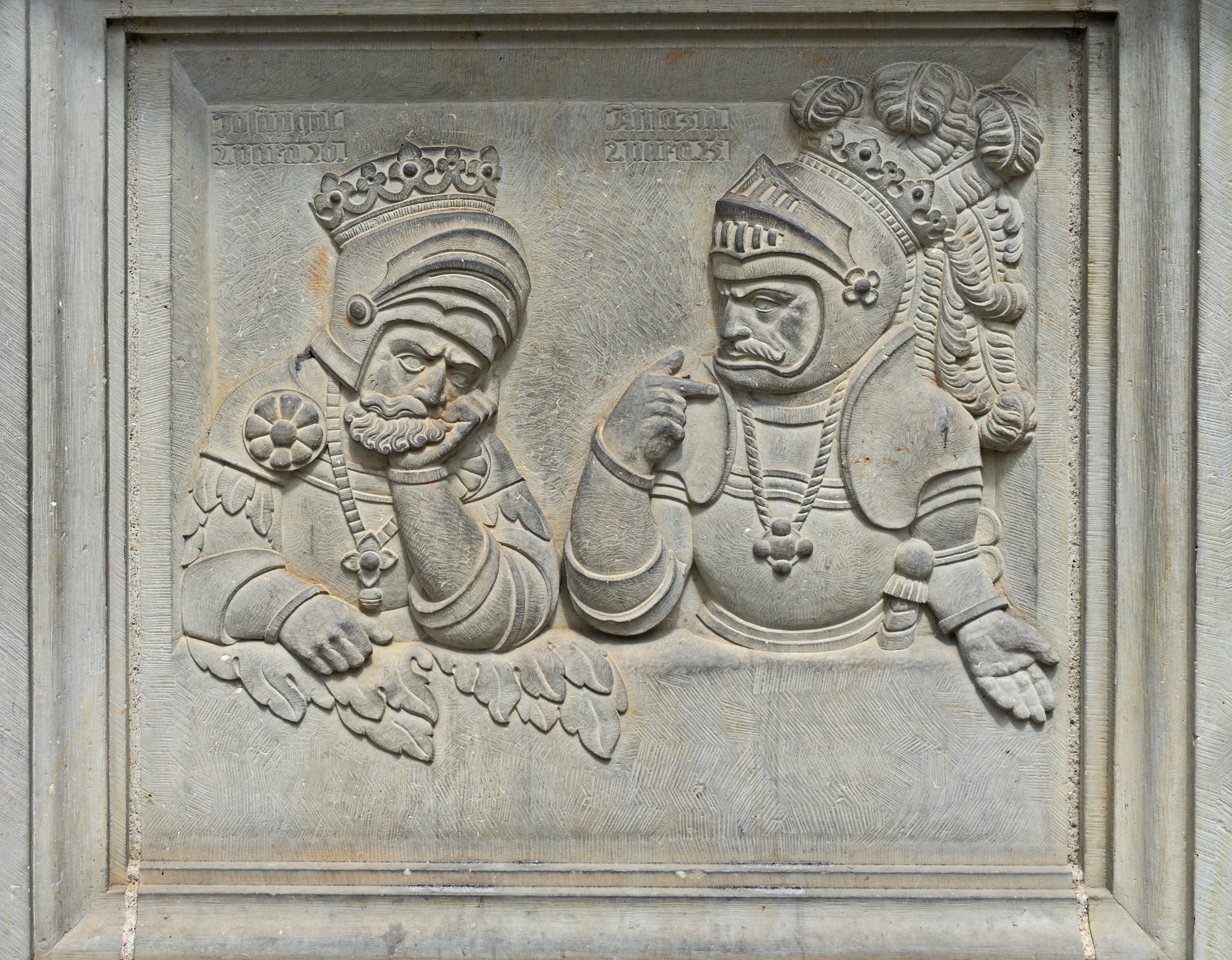
Joschafat und Amazja
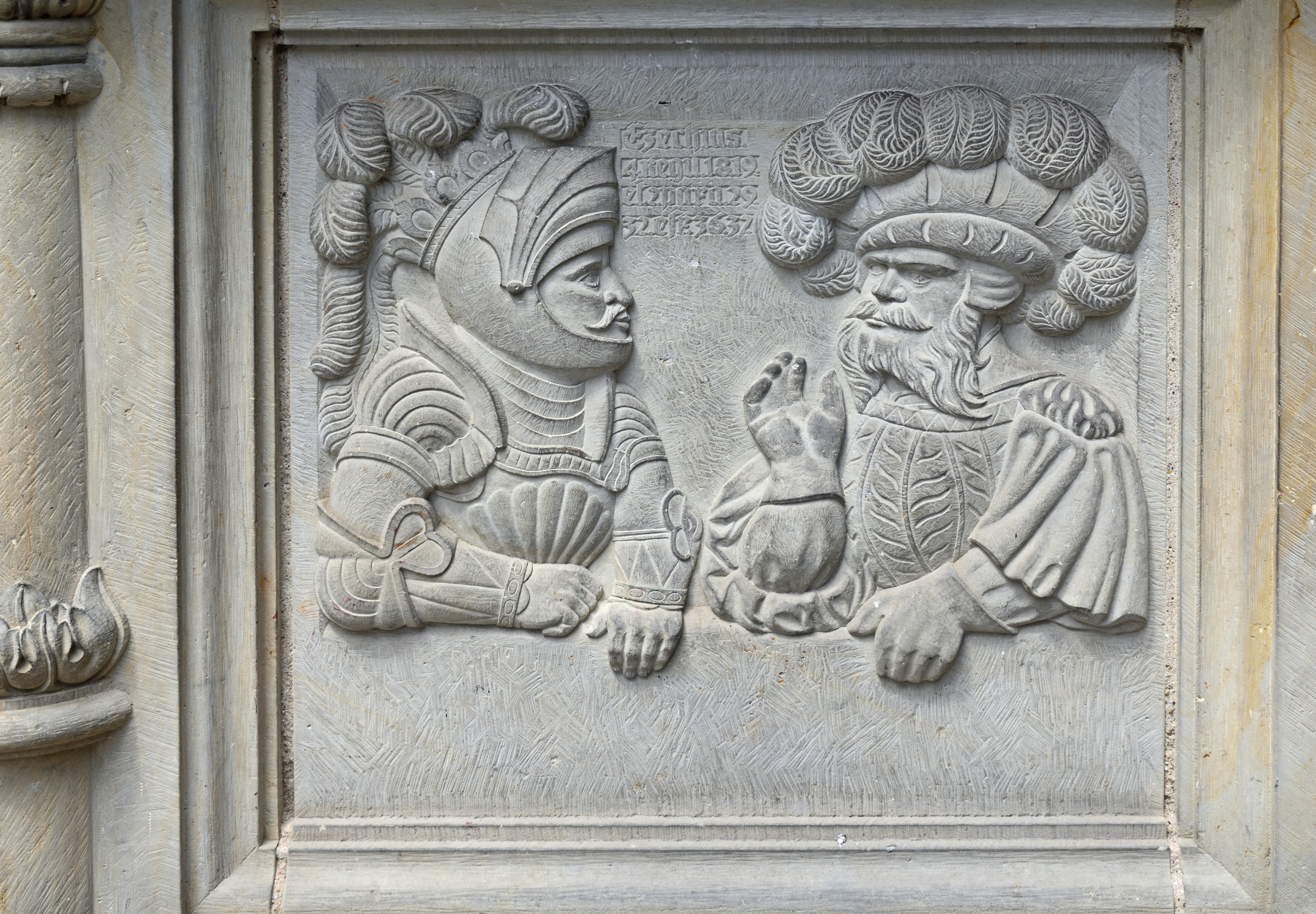
Hiskija und ein unbezeichneter Patrizier
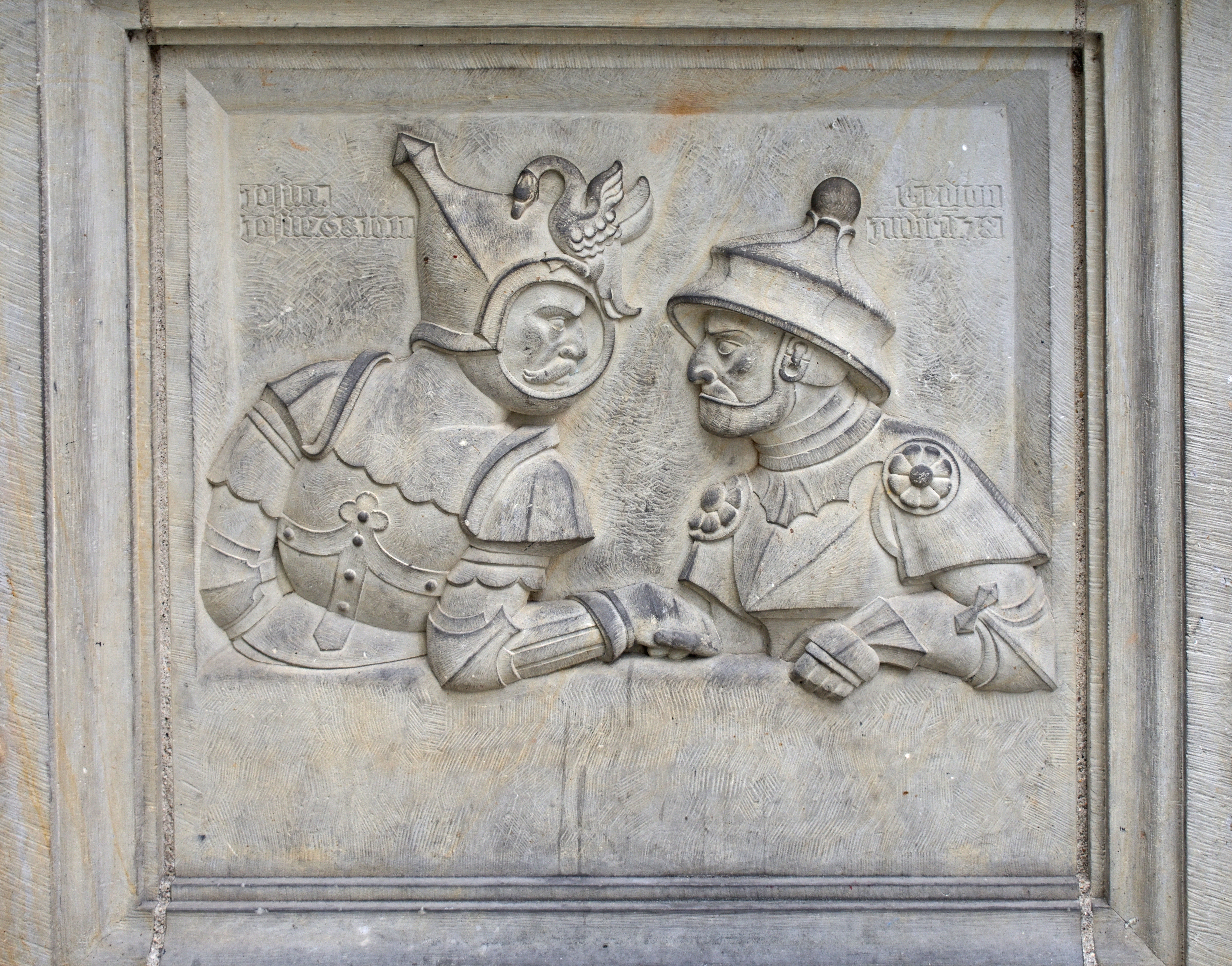
Josua und Gideon
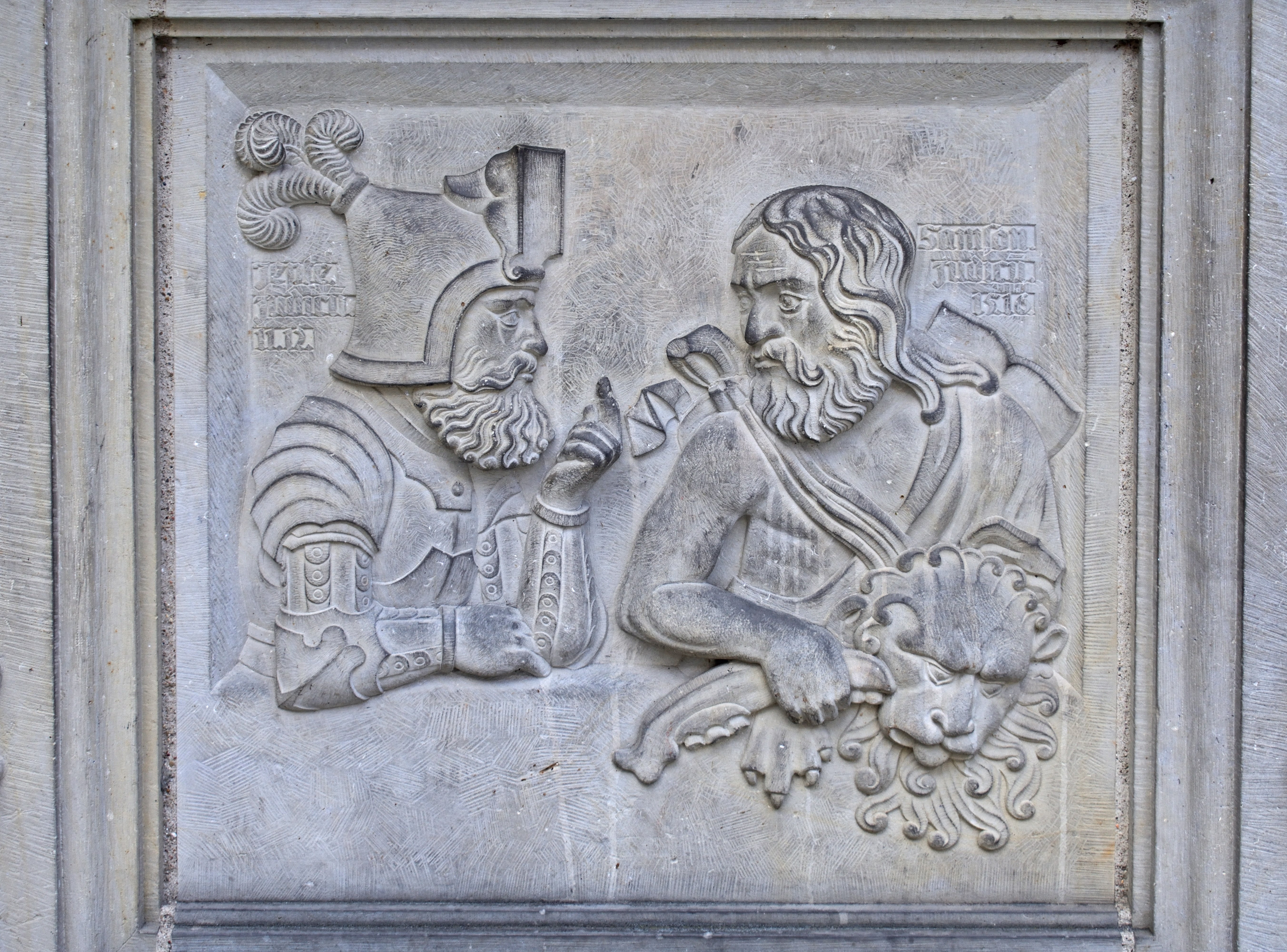
Jiftach und Simson
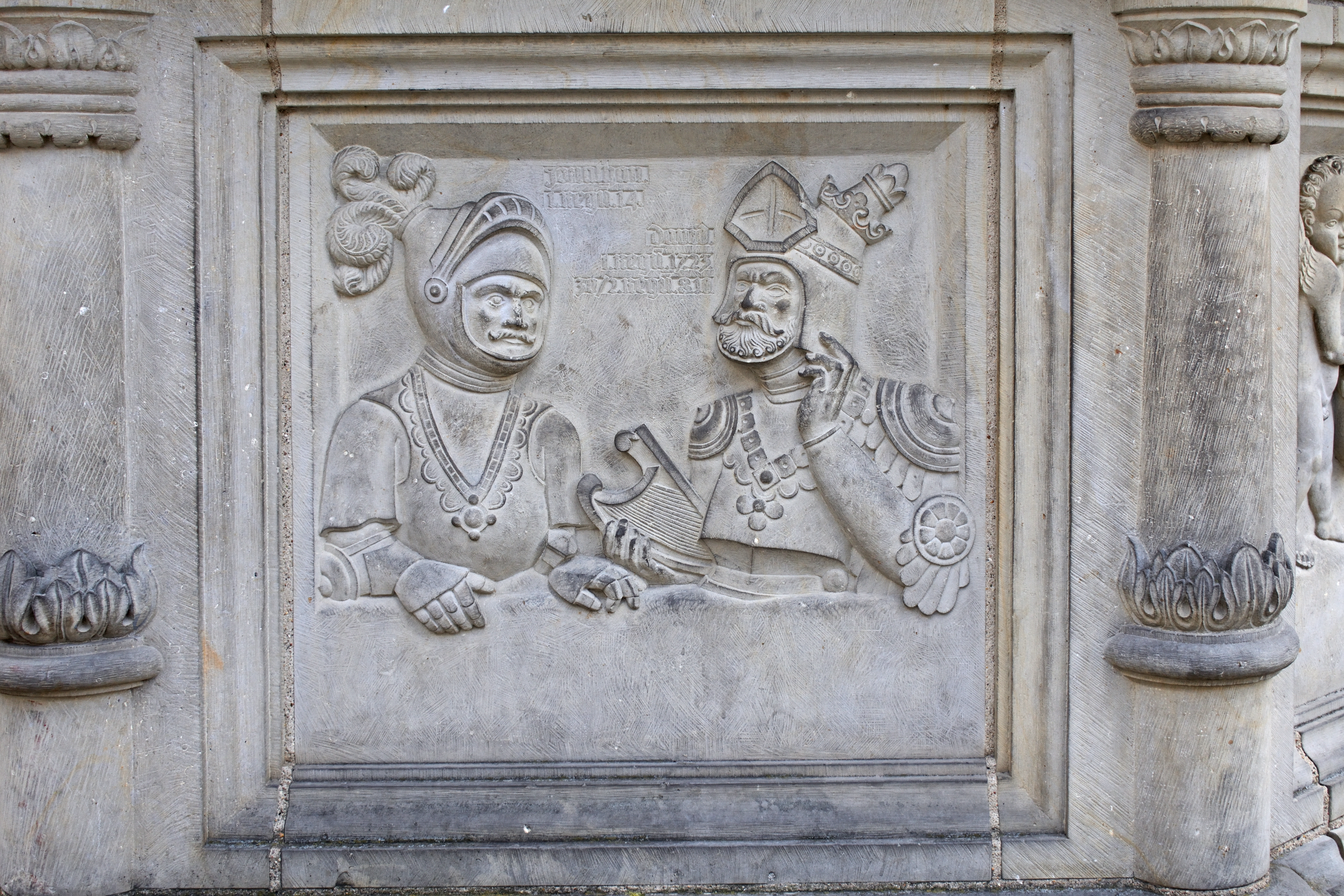
Jonatan und David